# Scopula extimaria
Scopula extimaria là một loài bướm đêm trong họ Geometridae.